# 皮塔施

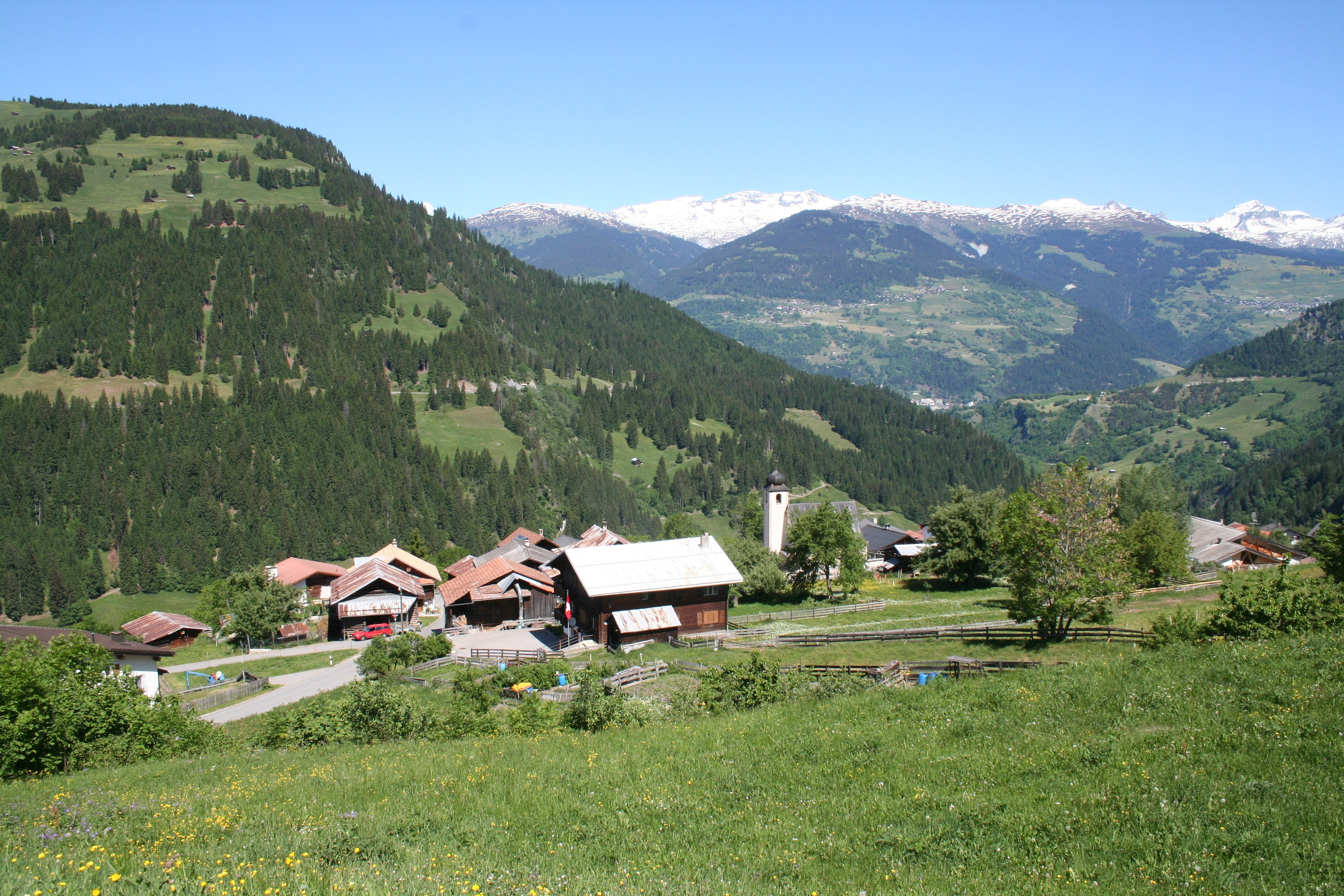

皮塔施是瑞士的城鎮，位於該國東部，由格勞賓登州負責管轄，面積10.79平方公里，海拔高度1,060米，2011年人口106，六成居民使用羅曼什語，人口密度每平方公里10人。

## 外部連結
- Official website （德文）/（羅曼什語）